# Antón Rivas Briones
Antón Rivas Briones, nacido en Madrid en 1918 y fallecido en Villagarcía de Arosa el 22 de mayo de 2004, fue un pintor gallego que también destacó en la xilografía y en la talla.

## Biografía
Madrileño de origen, vive desde niño, y hasta su muerte, en Villagarcía de Arosa, por lo que el Ayuntamiento de esta ciudad lo nombró hijo adoptivo.
A los quince años comienza a trabajar como aprendiz de ebanista, gracias a lo cual adquiere un magistral dominio en el trabajo de la madera. Compatibiliza su actividad profesional con la creación artística, campo en el que fue autodidacta, tanto en su faceta de tallista como de xilógrafo.
En la xilografía ha dejado obras de una sugestiva belleza, con un dibujo impecable, alcanzando en esta disciplina cotas de gran perfección, pudiendo considerársele uno de los mejores xilógrafos que ha dado España.
En la década de 1940 es premiado en el Certamen nacional de Educación y Descanso para trabajadores (1943), y es becado para estudios de pintura en dos ocasiones por la Diputación de Pontevedra (1947 y 1948). También por esa época hace tímidas incursiones en el dibujo publicitario en Madrid.
En la década de 1960 su obra, en especial sus xilografías, comienzan a tener éxito entre los coleccionistas de arte gallegos, y su fama llega a trascender hasta EE. UU.
En la década de 1970 es premiado en varias ocasiones en la Bienal de Arte de Pontevedra (1970 plata en grabado; 1973 y 1974 bronce en pintura; 1975 plata en pintura), logrando su máximo galardón en 1978: la medalla de oro en pintura.
Su obra se encuentra dispersa en varios Museos y en colecciones particulares e institucionales.
En 2001 el Ayuntamiento de Villagarcía de Arosa le pone su nombre a la sala de exposiciones municipal, y un año después lo nombra hijo adoptivo de la ciudad.
Muere el 22 de mayo de 2004.

## Estilo artístico
Su obra artística se enmarca dentro de la generación gallega de postguerra, que se aleja del academicismo para enlazar con el arte de las vanguardias, aunque posteriormente evoluciona desde el vanguardismo hacia un realismo humanista, donde todas sus composiciones giran en torno a la figura humana.
Rivas es un magnífico dibujante que retrata tipos populares de anatomías poderosas, rostros cotidianos, manos encallecidas y rotundidades absolutas, consiguiendo que la plasticidad de estos personajes armonice con un dibujo de vaga ascendencia cubista, y un intenso colorido.
Posee un sentido mural nato, y sus composiciones -abigarradas, dramáticas y con una concepción barroca de las formas y escorzos violentos- a menudo abordan temas folklóricos, o ensoñaciones de trasfondo mágico, que nos transportan a fantasías goyescas. Su mundo de trasgos y máscaras, de antroidos imposibles, alcanza un intenso dinamismo, siempre dentro del rigor de dibujo que le caracteriza.
En sus grabados prevalecen los tonos oscuros con una temática predominantemente tenebrista de aquelarres, meigas o espectros.